# جبل الأسد
جبل الأسد هو أحد الجبال البازلتية المشهورة التي لم تجرفها سيول العصر الجليدي في رمان الأسمر شرق هضبة الديرع ويقع في قرية سراء جنوب مدينة حائل 50 كم ، وهو جبل أسود بأسفله من جهة وادي سراء .

## الأهمية
تكمن أهمية الجبل بوجود رسوم قديمة تاريخية منقوشة عليه تتضمن رسوم لجمال و وعول و أسود و أشكال آدمية بالإضافة إلى عدد من النقوش الثمودية من بينها نقش يعد من أكبر النقوش الثمودية المكتشفة في المنطقة و مكون من تسعة أسطر . بالإضافة إلى نقش لاسد يهجم على مجموعة من الجمال التي تبدوا فزعة منه . 